# Lakeside Park
Lakeside Park è un comune degli Stati Uniti d'America, situato nello Stato del Kentucky, nella Contea di Kenton.